# Чемпіонат світу з легкої атлетики 1997
Чемпіонат світу з легкої атлетики 1997 був проведений 1-10 серпня на Олімпійському стадіоні в Афінах.
На церемонії відкриття, що транслювалась на 120 країн світу та відбувалась на Олімпійському стадіоні, грецька співачка Гликерія заспівала «Весняну симфонію» (поема Янніса Ріцоса, музика Янніса Маркопулоса).

## Призери

### Чоловіки
| Дисципліна                | Золото                                                                                 | Золото        | Срібло                                                                                 | Срібло     | Бронза | Бронза      |
| ------------------------- | -------------------------------------------------------------------------------------- | ------------- | -------------------------------------------------------------------------------------- | ---------- | --- | ----------- |
| 100 метрів                | Моріс Грін США                                                                         | 9,86          | Донован Бейлі Канада                                                                   | 9,91       | Тім Монтгомері США | 9,94        |
| 200 метрів                | Ато Болдон Тринідад і Тобаго                                                           | 20,04         | Френкі Фредерікс Намібія                                                               | 20,23      | Клаудіней да Сілва Бразилія                                                                                               | 20,26       |
| 400 метрів                | Майкл Джонсон США                                                                      | 44,12         | Девіс Камога Уганда                                                                    | 44,37 NR   | Тайрі Вашингтон США | 44,39 PB    |
| 800 метрів                | Вілсон Кіпкетер Данія                                                                  | 1.43,38       | Норберто Теллес Куба                                                                   | 1.44,00    | Річ Кена США | 1.44,25 PB  |
| 1500 метрів               | Гішам ель Герруж Марокко                                                               | 3.35,83       | Фермін Качо Іспанія                                                                    | 3.36,63    | Реєс Естевес Іспанія | 3.37,26     |
| 5000 метрів               | Данієль Комен Кенія                                                                    | 13.07,38      | Халід Буламі Марокко                                                                   | 13.09,34   | Том Ньярікі Кенія | 13.11,09    |
| 10000 метрів              | Хайле Гебрселассіє Ефіопія                                                             | 27.24,58      | Пол Тергат Кенія                                                                       | 27.25,62   | Салех Гіссу Марокко | 27.28,67 PB |
| 110 метрів з бар'єрами    | Аллен Джонсон США                                                                      | 12,93 WL      | Колін Джексон Велика Британія                                                          | 13,05      | Ігор Ковач Словаччина | 13,18       |
| 400 метрів з бар'єрами    | Стефан Діагана Франція                                                                 | 47,70 WL      | Ллевелін Герберт ПАР                                                                   | 47,86 NR   | Браян Бронсон США | 47,88       |
| 3000 метрів з перешкодами | Вілсон Бойт Кіпкетер Кенія                                                             | 8.05,84       | Мозес Кіптануї Кенія                                                                   | 8.06,04    | Бернард Бармасаї Кенія | 8.06,04     |
| 4×100 метрів              | КанадаРоберт Есмі Гленрой Гілберт Бруні Сурін Донован Бейлі Карлтон Чемберс (забіг)    | 37,86 WL      | НігеріяОсмонд Езінва Олападе Аденікен Френсіс Обіквелу Девідсон Езінва                 | 38,07      | Велика БританіяДаррен Брейтвейт Даррен Кемпбелл Даглас Вокер Джуліан Голдінг Марлон Девоніш (забіг) Двейн Чамберс (забіг) | 38,14       |
| 4×400 метрів              | Велика БританіяАйван Томас Роджер Блек Джеймі Баулч Марк Річардсон Марк Гілтон (забіг) | 2.56,65       | ЯмайкаМайкл Мак-Дональд Грег Хотон Денні Мак-Фарлейн Давіан Кларк Лінвал Лейрд (забіг) | 2.56,75 NR | ПольщаТомаш Чубак Пйотр Рисюкевич Пйотр Хачек Роберт Мачков'як                                                            | 3.00,26     |
| Марафон                   | Абель Антон Іспанія                                                                    | 2:13.16       | Мартін Фіс Іспанія                                                                     | 2:13.21    | Стів Монегетті Австралія                                                                                                  | 2:14.16     |
| Ходьба 20 кілометрів      | Данієль Гарсія Мексика                                                                 | 1:21.41       | Михайло Щенніков Росія                                                                 | 1:21.53    | Михайло Хмельницький Білорусь                                                                                             | 1:22.01     |
| Ходьба 50 кілометрів      | Роберт Коженьовський Польща                                                            | 3:44.46       | Хесус Анхель Гарсія Іспанія                                                            | 3:44.59    | Мігель Родрігес Мексика                                                                                                   | 3:48.30     |
| Стрибки у висоту          | Хав'єр Сотомайор Куба                                                                  | 2,37 WL       | Артур Партика Польща                                                                   | 2,35       | Тім Форсайт Австралія | 2,35        |
| Стрибки з жердиною        | Сергій Бубка Україна                                                                   | 6,01 CR WL    | Максим Тарасов Росія                                                                   | 5,96       | Дін Старкі США | 5,91        |
| Стрибки в довжину         | Іван Педросо Куба                                                                      | 8,42          | Ерік Волдер США                                                                        | 8,38       | Кирило Сосунов Росія | 8,18        |
| Потрійний стрибок         | Йоельбі Кесада Куба                                                                    | 17,85 NR WL   | Джонатан Едвардс Велика Британія                                                       | 17,69      | Альєсер Уррутія Куба | 17,64       |
| Штовхання ядра            | Джон Годіна США                                                                        | 21,44         | Олівер-Свен Будер Німеччина                                                            | 21,24      | Сі Джей Гантер США | 20,33       |
| Метання диска             | Ларс Рідель Німеччина                                                                  | 68,54         | Віргіліюс Алекна Литва                                                                 | 66,70      | Юрген Шульт Німеччина | 66,14       |
| Метання молота            | Гайнц Вайс Німеччина                                                                   | 81,78         | Андрій Скварук Україна                                                                 | 81,48      | Василь Сидоренко Росія | 80,76       |
| Метання списа             | Маріус Корбетт ПАР                                                                     | 88,40 AR      | Стівен Беклі Велика Британія                                                           | 86,80      | Костас Гаціудіс Греція | 86,64       |
| Десятиборство             | Томаш Дворжак Чехія                                                                    | 8837 CR WL NR | Едуард Хямяляйнен Фінляндія                                                            | 8730 NR    | Франк Буземанн Німеччина                                                                                                  | 8548        |

### Жінки
| Дисципліна             | Золото                                                 | Золото       | Срібло | Срібло   | Бронза                                                                                  | Бронза     |
| ---------------------- | ------------------------------------------------------ | ------------ | --- | -------- | --------------------------------------------------------------------------------------- | ---------- |
| 100 метрів             | Меріон Джонс США                                       | 10,82 CR     | Жанна Пінтусевич Україна                                                                                         | 10,82 CR | Саватеда Файнс Багамські Острови                                                        | 10,89      |
| 200 метрів             | Жанна Пінтусевич Україна                               | 22,32        | Сусантіка Джаясінгхе Шрі-Ланка                                                                                   | 22,39    | Мерлін Отті Ямайка                                                                      | 22,40      |
| 400 метрів             | Кеті Фрімен Австралія                                  | 49,77        | Сенді Річардс Ямайка                                                                                             | 49,79 PB | Джерл Майлз Кларк США                                                                   | 49,90      |
| 800 метрів             | Ана Фіделія Кірот Куба                                 | 1.57,14      | Олена Афанасьєва Росія                                                                                           | 1.57,56  | Марія Мутола Мозамбік                                                                   | 1.57,59    |
| 1500 метрів            | Карла Сакраменту Португалія                            | 4.04,24      | Реджина Джекобс США                                                                                              | 4.04,63  | Аніта Веєрманн Швейцарія                                                                | 4.04,70    |
| 5000 метрів            | Габріела Сабо Румунія                                  | 14.57,68     | Роберта Брюне Італія                                                                                             | 14.58,29 | Фернанда Рібейру Португалія                                                             | 14.58,85   |
| 10000 метрів           | Саллі Барсосіо Кенія                                   | 31.32,92 WJR | Фернанда Рібейру Португалія                                                                                      | 31.39,15 | Тіба Масако Японія                                                                      | 31.41,93   |
| 100 метрів з бар'єрами | Людмила Енквіст Швеція                                 | 12,50        | Светла Дімітрова Болгарія                                                                                        | 12,58    | Мішель Фрімен Ямайка                                                                    | 12,61      |
| 400 метрів з бар'єрами | Неза Бідуан Марокко                                    | 52,97 AR     | Деон Геммінгс Ямайка                                                                                             | 53,09    | Кім Баттен США                                                                          | 53,52      |
| 4×100 метрів           | СШАКрісте Гейнс Меріон Джонс Інгер Міллер Ґейл Діверс  | 41,47 CR AR  | ЯмайкаБеверлі Мак-Дональд Мерлін Фрейзер Джульєт Катберт Беверлі Грант                                           | 42,10    | ФранціяПатрісія Жирар Крістін Аррон Дельфін Комб Сільвіан Фелікс Фредерік Банге (забіг) | 42,21 NR   |
| 4×400 метрів           | НімеччинаАнке Феллер Ута Ролендер Аня Рюкер Гріт Броєр | 3.20,92 WL   | СШАМейсел Мелоун-Воллес Кім Грем Кім Баттен Джерл Майлз Кларк Наташа Кайзер-Браун (забіг) Мішель Коллінз (забіг) | 3.21,03  | ЯмайкаІнес Тернер Лоррейн Грем Деон Геммінгс Сенді Річардс Надя Грем (забіг)            | 3.21,30 NR |
| Ходьба 10000 метрів    | Аннаріта Сідоті Італія                                 | 42.55,49 WL  | Ольга Кардопольцева Білорусь                                                                                     | 43.30,20 | Валентина Цибульська Білорусь                                                           | 43.49,24   |
| Марафон                | Судзукі Хіромі Японія                                  | 2:29.48      | Мануела Машаду Португалія                                                                                        | 2:31.12  | Лідія Шимон Румунія                                                                     | 2:31.55    |
| Стрибки у висоту       | Ганне Гогланн Норвегія                                 | 1,99         | Ольга Калітуріна РосіяІнга Бабакова Україна                                                                      | 1,96     | не вручалась                                                                            |            |
| Стрибки в довжину      | Людмила Галкіна Росія                                  | 7,05 WL PB   | Нікі Ксанту Греція                                                                                               | 6,94     | Фіона Мей Італія                                                                        | 6,91       |
| Потрійний стрибок      | Шарка Кашпаркова Чехія                                 | 15,20 WL NR  | Родіка Матеєску Румунія                                                                                          | 15,16 NR | Олена Говорова Україна                                                                  | 14,67 PB   |
| Штовхання ядра         | Астрід Кумбернусс Німеччина                            | 20,71        | Віта Павлиш Україна                                                                                              | 20,66    | Штефані Шторп Німеччина                                                                 | 19,22      |
| Метання диска          | Беатріс Фаумуїна Нова Зеландія                         | 66,82        | Елліна Звєрєва Білорусь                                                                                          | 65,90    | Наталія Садова Росія                                                                    | 65,14      |
| Метання списа          | Тріне Гаттестад Норвегія                               | 68,78        | Джоанна Стоун Австралія                                                                                          | 68,64 PB | Таня Дамаске Німеччина                                                                  | 67,12 PB   |
| Семиборство            | Сабіне Браун Німеччина                                 | 6739         | Деніз Льюїс Велика Британія                                                                                      | 6654     | Ремігія Назаровене Литва                                                                | 6566       |

## Медальний залік
| Місце               | Країна              | Золото | Срібло | Бронза | Загалом |
| ------------------- | ------------------- | ------ | ------ | ------ | ------- |
| 1                   | США                 | 6      | 3      | 8      | 17      |
| 2                   | Німеччина           | 5      | 1      | 4      | 10      |
| 3                   | Куба                | 4      | 1      | 1      | 6       |
| 4                   | Кенія               | 3      | 2      | 2      | 7       |
| 5                   | Україна             | 2      | 4      | 1      | 7       |
| 6                   | Марокко             | 2      | 1      | 1      | 4       |
| 7                   | Норвегія            | 2      | 0      | 0      | 2       |
| 7                   | Чехія               | 2      | 0      | 0      | 2       |
| 9                   | Росія               | 1      | 4      | 3      | 8       |
| 10                  | Велика Британія     | 1      | 4      | 1      | 6       |
| 11                  | Іспанія             | 1      | 3      | 1      | 5       |
| 12                  | Португалія          | 1      | 2      | 1      | 4       |
| 13                  | Австралія           | 1      | 1      | 2      | 4       |
| 14                  | Італія              | 1      | 1      | 1      | 3       |
| 14                  | Польща              | 1      | 1      | 1      | 3       |
| 14                  | Румунія             | 1      | 1      | 1      | 3       |
| 17                  | Канада              | 1      | 1      | 0      | 2       |
| 17                  | ПАР                 | 1      | 1      | 0      | 2       |
| 19                  | Мексика             | 1      | 0      | 1      | 2       |
| 19                  | Франція             | 1      | 0      | 1      | 2       |
| 19                  | Японія              | 1      | 0      | 1      | 2       |
| 22                  | Тринідад і Тобаго   | 1      | 0      | 0      | 1       |
| 22                  | Данія               | 1      | 0      | 0      | 1       |
| 22                  | Ефіопія             | 1      | 0      | 0      | 1       |
| 22                  | Нова Зеландія       | 1      | 0      | 0      | 1       |
| 22                  | Швеція              | 1      | 0      | 0      | 1       |
| 27                  | Ямайка              | 0      | 4      | 3      | 7       |
| 28                  | Білорусь            | 0      | 2      | 2      | 4       |
| 29                  | Греція              | 0      | 1      | 1      | 2       |
| 29                  | Литва               | 0      | 1      | 1      | 2       |
| 31                  | Намібія             | 0      | 1      | 0      | 1       |
| 31                  | Болгарія            | 0      | 1      | 0      | 1       |
| 31                  | Нігерія             | 0      | 1      | 0      | 1       |
| 31                  | Уганда              | 0      | 1      | 0      | 1       |
| 31                  | Фінляндія           | 0      | 1      | 0      | 1       |
| 31                  | Шрі-Ланка           | 0      | 1      | 0      | 1       |
| 37                  | Багамські Острови   | 0      | 0      | 1      | 1       |
| 37                  | Бразилія            | 0      | 0      | 1      | 1       |
| 37                  | Мозамбік            | 0      | 0      | 1      | 1       |
| 37                  | Словаччина          | 0      | 0      | 1      | 1       |
| 37                  | Швейцарія           | 0      | 0      | 1      | 1       |
| Загалом (41 збірна) | Загалом (41 збірна) | 44     | 45     | 43     | 132     |